# 世界红卍字会满洲总会

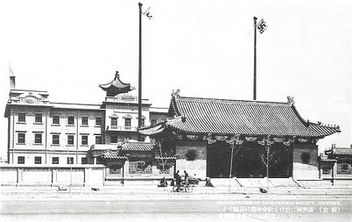
世界红卍字会满洲总会

世界红卍字会满洲总会的前身为组建于1927年6月的东三省道院。1934年3月，满洲国当局召集境内世界红卍字会各分会代表在新京开会，宣布同北平总会脱离关系，成立世界红卍字会满洲总会。
世界红卍字会创设于1922年，是由道院组建的传播信仰和进行慈善事业的团体。红卍（音“万”）字会始于道院，道院与红卍字会是合二为一的表里组织，道院重内修，红卍字会则着重推展慈善事业。红卍字会“以救济灾患，促进世界和平为宗旨”，奉行“不涉党派，不谈政治”之慈善理念，在灾害频仍、战乱不已的年代，举办了各种形式的慈善事业，使成千上万的下层民众得受其惠，并对当时的社会生活产生了重要的影响。

## 建筑物
满洲总会位于新京市兴仁大路（今解放大路）与大同大街（今人民大街）路口兴仁广场（后称解放广场）西北方（今长春市人民大街解放大路口西北），该地原为大佛寺庙址。1935年将大佛寺迁移，在此兴建满洲总会。“世界红卍字会新京总会”会长张海鹏带头捐款，溥仪也从“内帑”中捐助1万元修建，1936年竣工。满洲总会占地14000平方米，会舍坐北朝南，是由门楼、主楼和东西配楼围合而成的方形院落。主入口建有磨砖对缝的青砖门楼，门楼前台阶正中铺有龙纹御路，台阶上方为朱漆大门和梁柱，斗拱及额枋饰以彩画，歇山顶上覆绿色琉璃瓦。院落中部设有两根高大的旗杆。主楼与门楼相对，建于院落北侧，主楼地上三层，前方设有月台。楼体主立面被水平腰线和挑出的檐口分成三部分，中央及左右两端墙体略向前凸出，凸出部分墙体上方女儿墙加高并饰有山花，楼顶建有一座六角攒尖顶坫亭。主楼内部中室供奉至圣先天老祖圣像，两侧为诵经的经室，二层是供修徒坐禅的禅室。两座二层配楼样式相同，东西相对，分立于院落两侧。东配楼楼上是办公室，楼下为水房、厨房、勤杂人员休息室和传达室；西配楼为神职人员的宿舍。1944年在满洲总会会舍内成立了康德印书馆。
1945年满洲国解体后，会舍先后由国民革命军部队医院、1948年10月后中国人民解放军驻长春部队医院、解放军部队幼儿园使用；1958年长春市图书馆迁入；1992年归中国人民银行长春市分行使用，1993年4月因主楼地基不均匀下沉而拆除。现为人民大街3399号中国银行业监督管理委员会吉林省监管局暨中国人民银行长春中心支行大楼。